# Prințul Hendrik al Țărilor de Jos
Ducele Heinrich de Mecklenburg-Schwerin (Heinrich Wladimir Albrecht Ernst; 19 aprilie 1876 – 3 iulie 1934), mai târziu Prințul Hendrik  al Țărilor de Jos, a fost prințul consort al Țărilor de Jos ca soț al Wilhelmina a Țărilor de Jos. În Țările de Jos, numele său Heinrich a fost transformat în Hendrik.
1. ↑  „Prințul Hendrik al Țărilor de Jos”, Gemeinsame Normdatei, accesat în 31 decembrie 2014